# Scrupulaspis intermedia
Scrupulaspis intermedia är en insektsart som först beskrevs av William Miles Maskell 1891.  Scrupulaspis intermedia ingår i släktet Scrupulaspis och familjen pansarsköldlöss. Inga underarter finns listade i Catalogue of Life.